# Catedral de São Nicolau (São Paulo)
A Catedral de São Nicolau (também denominada Catedral Ortodoxa de São Nicolau) é um templo da Diocese de Caracas e América do Sul da Igreja Ortodoxa Russa Fora da Rússia, localizado em São Paulo. Foi a Sé da extinta Diocese de São Paulo e Brasil. Atualmente é a Sé da Diocese de São Paulo e América do Sul que está sob a jurisdição eclesiástica da Igreja Ortodoxa Russa no Exterior - Sínodo do Metropolita Agafângelo.

## História

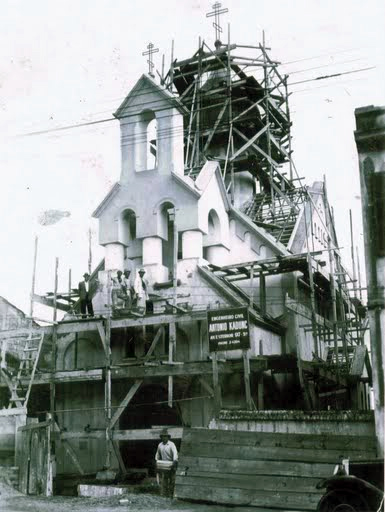
Construção da catedral (1928)

Em outubro de 1925, a primeira paróquia russa foi formada em São Paulo, onde havia muitos emigrantes russos brancos. No início da década de 1920, a colônia ortodoxa russa que se instalou ali já era a maior do país. Segundo várias estimativas, de 600 a 1000 russos viviam em São Paulo. Por algum tempo a paróquia estava sob a Igreja de Antioquia, onde o serviço religioso para os russos era realizado pelo Padre sírio ortodoxo Christopher.
A iconóstase de madeira entalhada foi feita pelo mestre de Pskov, M.T.Pugachov. Os ícones da nova igreja foram doados pelo Protopresbítero Konstantin Izraztsov. Em 11 de junho de 1927, o padre russo Mikhail Klyarovsky chegou a São Paulo vindo da Estônia.
Em 8 de abril de 1928, a nova igreja foi consagrada. Um jornal russo emigrado escreveu nesta ocasião: “Um grande encontro de fiéis deu identidade à um feriado ortodoxo russo nacional. A nova igreja russa, embora localizada em uma sala alugada, surpreende pelo conforto e uma leveza espiritual especial que a preenche ”.
Em 1931, o Padre Mikhail Klyarovsky, que se mudou para o Paraguai, foi substituído pelo hieromonge Mikhei Ordyntsev. Ao mesmo tempo, tornou-se Reitor da Igreja da Santíssima Trindade, construída em 1931, em São Paulo, no bairro de Vila Alpina. No mesmo período, na Igreja de São Nicolau, o Maravilha, foi organizado um ramo da Irmandade de São Vladimir e da Irmandade em nome da Proteção da Santíssima Mãe de Deus.
Em 1934, os cristãos ortodoxos que se estabeleceram no Brasil recorreram ao Sínodo dos Bispos da Igreja Ortodoxa Russa no Exterior com um pedido para estabelecer uma Sé episcopal ortodoxa russa e enviar-lhes um Bispo.
Em 4 de setembro de 1934, a Diocese brasileira foi estabelecida, e o Bispo Teodósio (Samoilovich) foi nomeado seu bispo governante. Em 5 de janeiro de 1935, chega ao Brasil, acompanhado de um ex-monge do Mosteiro de Optina, hieromonge Parmen (Ostankov). O Bispo executava serviços divinos estritamente estatutários aos domingos e feriados. Os serviços foram acompanhados pelos cantos do coro da igreja, que por muitos anos foi dirigido pelo salmista DA Sukhanov.
Por meio dos esforços do Bispo Teodósio, o atual prédio da Igreja de São Nicolau em São Paulo foi erguido em oito meses com doações dos paroquianos e dinheiro destinado à Diocese pelo Protopresbítero Konstantin Izraztsov, seguindo projeto do arqueólogo Konstantin Trofimov. Em 6 de agosto de 1939, aconteceu a consagração da Igreja de São Nicolau, que se tornou uma Catedral.
Após a Segunda Guerra Mundial, a paróquia da Catedral foi reabastecida com emigrantes da URSS e da China.
Em maio de 2007, o Reitor das igrejas no Brasil, o Arcipreste George Petrenko, sendo um ferrenho oponente do Patriarcado de Moscou e do Ato de Comunhão Canônica, junto com o Conselho passou à jurisdição da Autoridade Eclesial Suprema Provisória da não canônica Igreja Ortodoxa Russa fora da Rússia (ROCOR (A) ou ROCOR (Ag), presidida pelo Bispo de Taurida e Odessa Agafângelo (Pashkovsky). Todas as paróquias da Igreja Ortodoxa Russa no Exterior no Brasil o seguiram. Em 3 de agosto de 2009, foi tonsurado ao monaquismo com o nome de Gregório e, em 8 de agosto, foi ordenado Bispo de São Paulo e da América do Sul.